# Rohrbach (Donau)
Der Rohrbach ist ein Fluss in Österreich und entspringt nördlich des Ortes Oberrohrbach in der Gemeinde Leobendorf in Niederösterreich im Gebiet des Rohrwalds. Bis zu seiner Mündung im Bereich der Schiffswerft Korneuburg in die Donau durchfließt er die Orte Oberrohrbach, Unterrohrbach, Leobendorf und Korneuburg.
Durch künstliche Aufstauungen im Rohrwald speiste der Rohrbach bis zum Anfang des 20. Jahrhunderts drei Teiche, die zur Fischzucht genutzt wurden. Der größte der drei Teiche nahm fast die gesamte Fläche der „Langen Wiese“ ein. 1907 brach der Damm des größten Teichs und flutete Oberrohrbach. Aus Angst vor einem neuerlichen Unglück wurde der Teich nicht mehr errichtet.